# Софроново
Софро́ново (рос. Софроново) — присілок у складі Нікольського району Вологодської області, Росія. Входить до складу Аргуновського сільського поселення.

## Населення
Населення — 15 осіб (2010; 38 у 2002).
Національний склад (станом на 2002 рік):
- росіяни — 100 %